# Tourneville
Tourneville ist eine französische Gemeinde mit 318 Einwohnern (Stand: 1. Januar 2022) im Département Eure in der Region Normandie (vor 2016 Haute-Normandie); sie gehört zum Arrondissement Évreux und zum Kanton Le Neubourg.
Die Einwohner nennen sich Tournevillais und Tournevillaises.

## Geographie
Tourneville liegt etwa zehn Kilometer nordnordwestlich von Évreux am Iton, der die Gemeinde im Osten und Nordosten begrenzt.

### Nachbargemeinden
Umgeben ist Tourneville von den Nachbargemeinden Brosville im Norden und Osten, Saint-Germain-des-Angles im Südosten, Le Mesnil-Fuguet im Süden, Sacquenville im Südwesten und Westen sowie Bérengeville-la-Campagne im Nordwesten.

## Bevölkerungsentwicklung
| Jahr      | 1962 | 1968 | 1975 | 1982 | 1990 | 1999 | 2006 | 2019 |
| Einwohner | 108  | 118  | 184  | 153  | 228  | 258  | 324  | 310  |